# Saint-Nicolas-près-Granville
Saint-Nicolas-près-Granville est une ancienne commune française créée en 1791 et détachée du territoire de Granville, puis de nouveau rattachée à cette dernière le 29 avril 1962 (mise en application du décret du 27 avril 1962).

## Toponymie
Elle doit son nom à une ancienne chapelle sous l'invocation de saint Nicolas, attestée dès 1490.

## Histoire
Saint-Nicolas-près-Granville obtint le statut de commune créée en 1791 sur le territoire de l'ancienne paroisse de Granville.

## Démographie
| 1793  | 1800  | 1806  | 1821  | 1831  | 1836  | 1841  | 1846  | 1851  |
| ----- | ----- | ----- | ----- | ----- | ----- | ----- | ----- | ----- |
| 2 503 | 1 878 | 2 469 | 2 374 | 2 957 | 2 992 | 3 279 | 3 183 | 3 420 |

| 1856  | 1861  | 1866  | 1872  | 1876  | 1881  | 1886  | 1891  | 1896  |
| ----- | ----- | ----- | ----- | ----- | ----- | ----- | ----- | ----- |
| 3 604 | 1 121 | 1 174 | 1 190 | 1 091 | 1 111 | 1 181 | 1 222 | 1 209 |

| 1901  | 1906  | 1911  | 1921  | 1926  | 1931  | 1936  | 1946  | 1954  |
| ----- | ----- | ----- | ----- | ----- | ----- | ----- | ----- | ----- |
| 1 369 | 1 391 | 1 430 | 1 380 | 1 528 | 1 634 | 1 756 | 2 362 | 2 322 |

| 1962  | - | - | - | - | - | - | - | - |
| ----- | - | - | - | - | - | - | - | - |
| 2 242 | - | - | - | - | - | - | - | - |

### Liste des maires
| Période                                                                                   | Période | Identité       | Étiquette | Qualité |
| ----------------------------------------------------------------------------------------- | ------- | -------------- | --------- | ------- |
| 1919                                                                                      | 1932    | Ernest Plaine  |           |         |
| 1932                                                                                      | 1945    | Aimable Jouvet |           |         |
| 1945                                                                                      | 1960    | Maurice Allain |           |         |
| 1960                                                                                      | 1962    | Marcel Gastine |           |         |
| Une partie des données est issue d'une liste établie par Jean Pouëssel et Monique Gilbert |         |                |           |         |

## Lieux et monuments

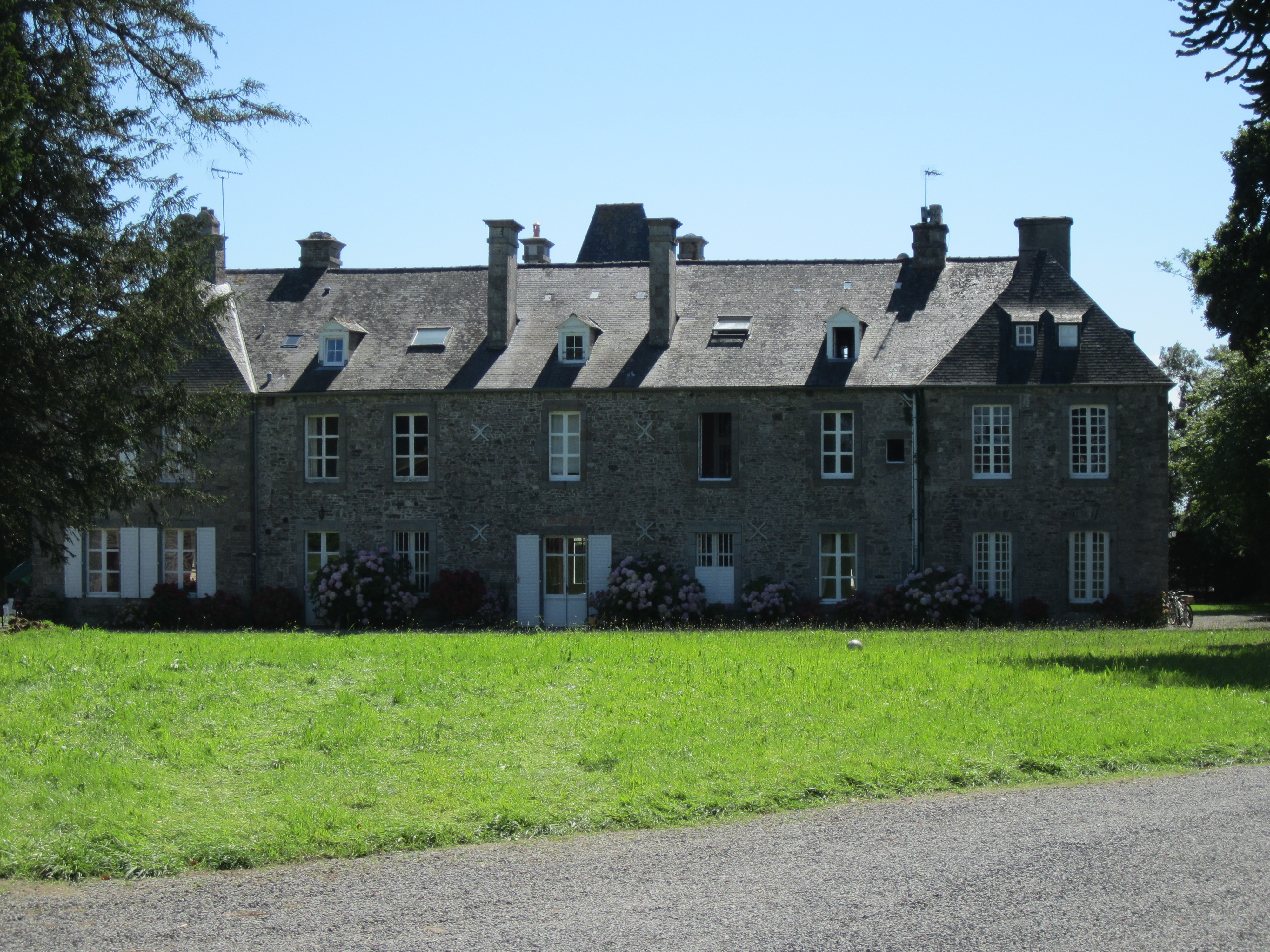
Le château de Grainville.

- Château de Grainville du XVe siècle. Le manoir, l'ancienne église paroissiale Saint-Nicolas de Granville et le colombier sont inscrits au titre des monuments historiques par arrêté du 28 avril 1980[3]. Les peintures murales du XVe siècle représentant la Vierge et l'Enfant et un donateur menacé par l'aiguillon de la mort, qui se trouvent sur le mur nord de la nef, près de l'arc triomphal de la chapelle du château de Grainville sont quant-à elles classées par arrêté du 30 septembre 1957[3].

Le château fut notamment la possession de Paul de Gibon (1863-1929).
- Église Saint-Nicolas (1822). Elle abrite les statues de saint Nicolas, saint Marcouf et Vierge à l'Enfant du XVIIIe ainsi qu'une verrière du XIXe d'Emmanuel Champigneulle.
- Château de la Crête.
- Manoir Saint-Nicolas du XVIIIe siècle partiellement inscrit au titre des monuments historiques[4] et son jardin inscrit à l'IGPC[5].

C'est dans le manoir que Léonor Duval-Lemonnier (1891-1965) signera en 1961 avec la famille rivale, Halley, l'accord qui créera le groupe Promodès.
- Le Couvent du XVIe siècle ; ancien couvent des Cordeliers vendu à la Révolution.
- Anse de Hacqueville.

Pour mémoire
- Manoir de la Clémentière.